# Ahlat
Ahlat (in armeno Ախլաթ?, Akhlat; in curdo Xelat‎) è una città della Turchia, nella provincia di Bitlis, ai margini del lago di Van sulla costa di nord-ovest. Faceva parte della provincia di Van fra il 1919 e il 1936.

## Storia
La regione del lago di Van faceva parte del regno di Urartu fino al VI secolo a.C. In seguito gli Sciti e i Parti e infine i Sasanidi occuparono la regione, integrata al regno d'Armenia.
Verso il 640, durante il regno del califfo ʿUmar b. al-Khaṭṭāb, la città fu conquistata dagli Arabi musulmani, che la chiamarono Akhlāṭ, Khelāṭ o Khilāṭ.
Nel 918 la città è attaccata dall'imperatore bizantino Giovanni I Zimisce. Nel 939, l'hamdanide ʿAlī Sayf al-Dawla penetra nella città nel corso delle sue contese militari con l'Impero bizantino.
A partire dal 983, la regione è dominata dalla dinastia curda dei Marwanidi dell'Alta Mesopotamia. La città è in seguito conquistata dal sultano selgiuchide Alp Arslan. È da qui che Alp Arslan parte per affrontare l'esercito bizantino di Romano IV Diogene. Questo esercito è distrutto dal sultano in occasione della battaglia di Manzikert (attualmente Malazgirt), a nord del lago di Van, il 19 agosto 1071.
Nel 1100, il governo di Akhlāṭ è affidato all'emiro Sökmen al-Kutbî, ai suoi discendenti e ai suoi successori, chiamati Shah Arman o Aḫlāt Shāh (in turco Ermenşahlar o Ahlatşahlar). Nel 1185, il quarto sovrano a portare il titolo di Shāh Arman muore senza eredi. La città cade allora nelle mani di una serie di comandanti d'origine servile. Gli Ayyubidi di Diyarbakir che bramavano da tempo la città, ne approfittano per impadronirsene nel 1207. Gli Ayyubidi di Akhlāṭ cadono sotto la dominazione mongola degli Ilkhanidi nel 1259 e restano al potere, ma sotto l'autorità mongola, fino alla fine del XV secolo.
La regione è in seguito occupata dagli Ak Koyunlu. Gli Ak Koyunlu non amministrano in prima persona Akhlāṭ e ne lasciano la cura ai principi di Bitlis. Una parte importante della popolazione emigra verso Biltis, meglio difesa. Nel 1548, essa subisce un'incursione dei Safavidi. La città passa infine sotto il controllo dell'Impero ottomano nel XVI secolo.

## Monumenti

### Ahlat Kalesi
L'antica fortezza di Akhlat è composta da una piccola rocca interna circondata da mura con torri, attorno alle quali è disposta la cittadella, in parte ancora abitata, che dà direttamente sul lago.

## Galleria d'immagini

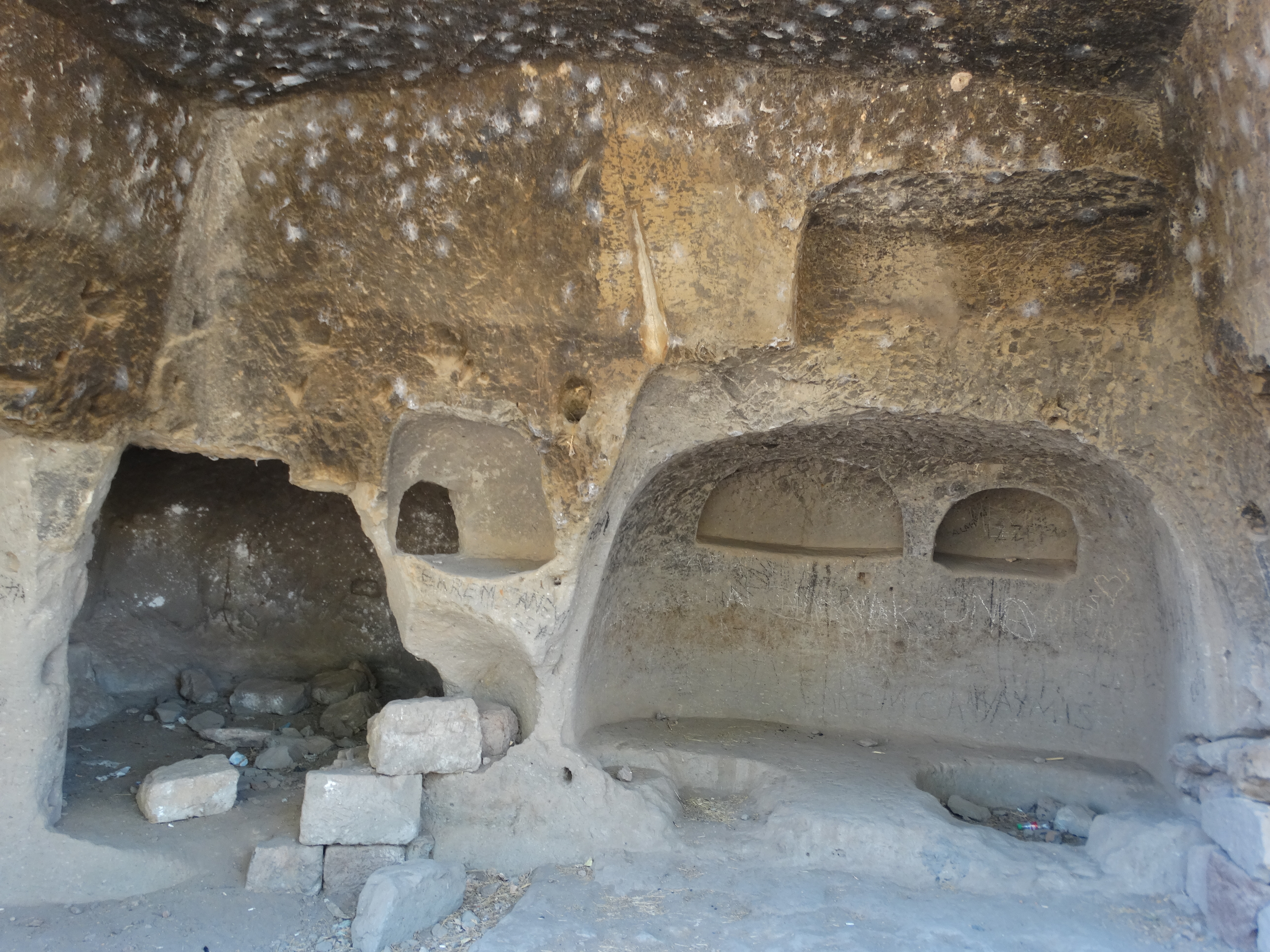
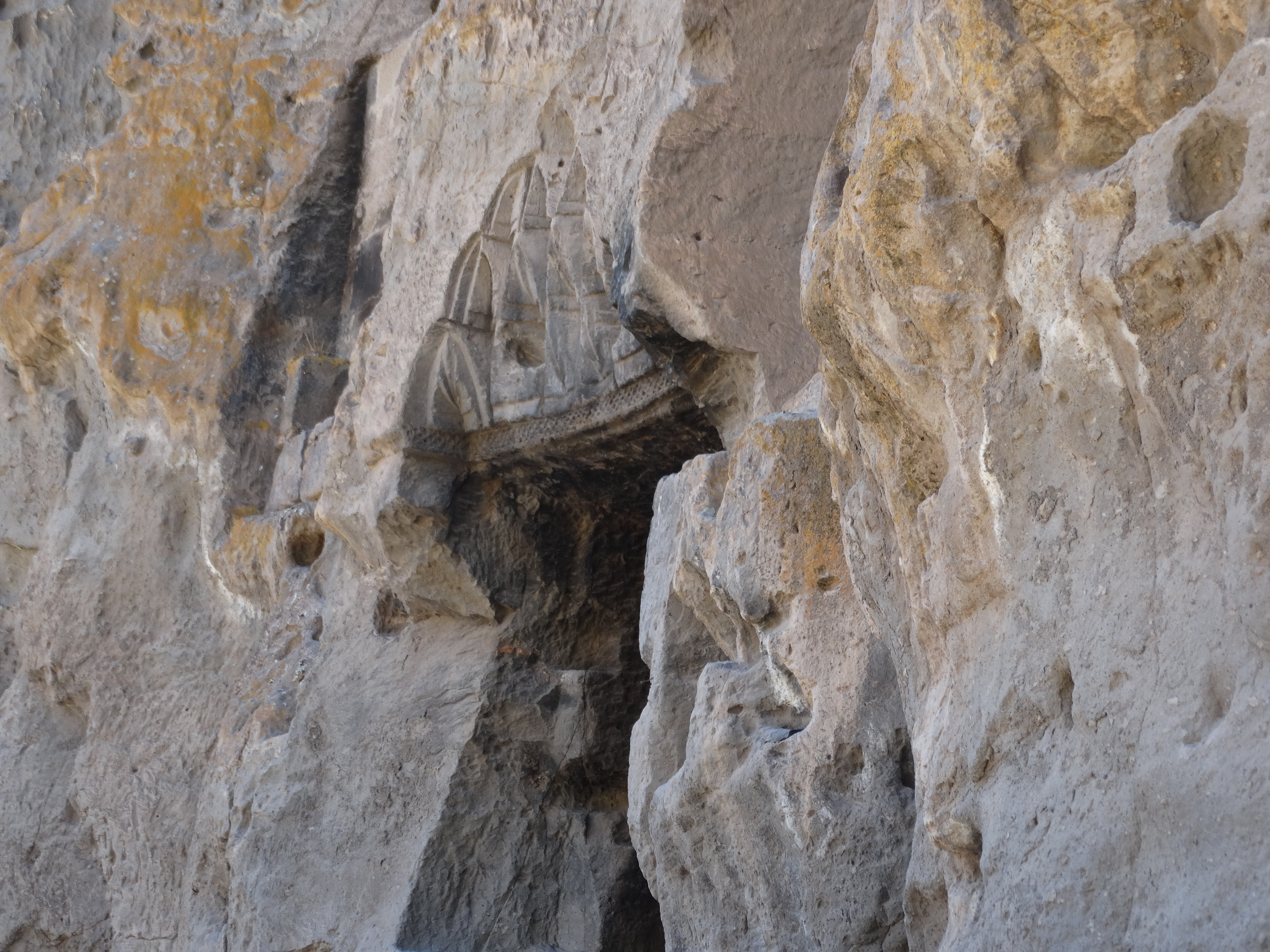
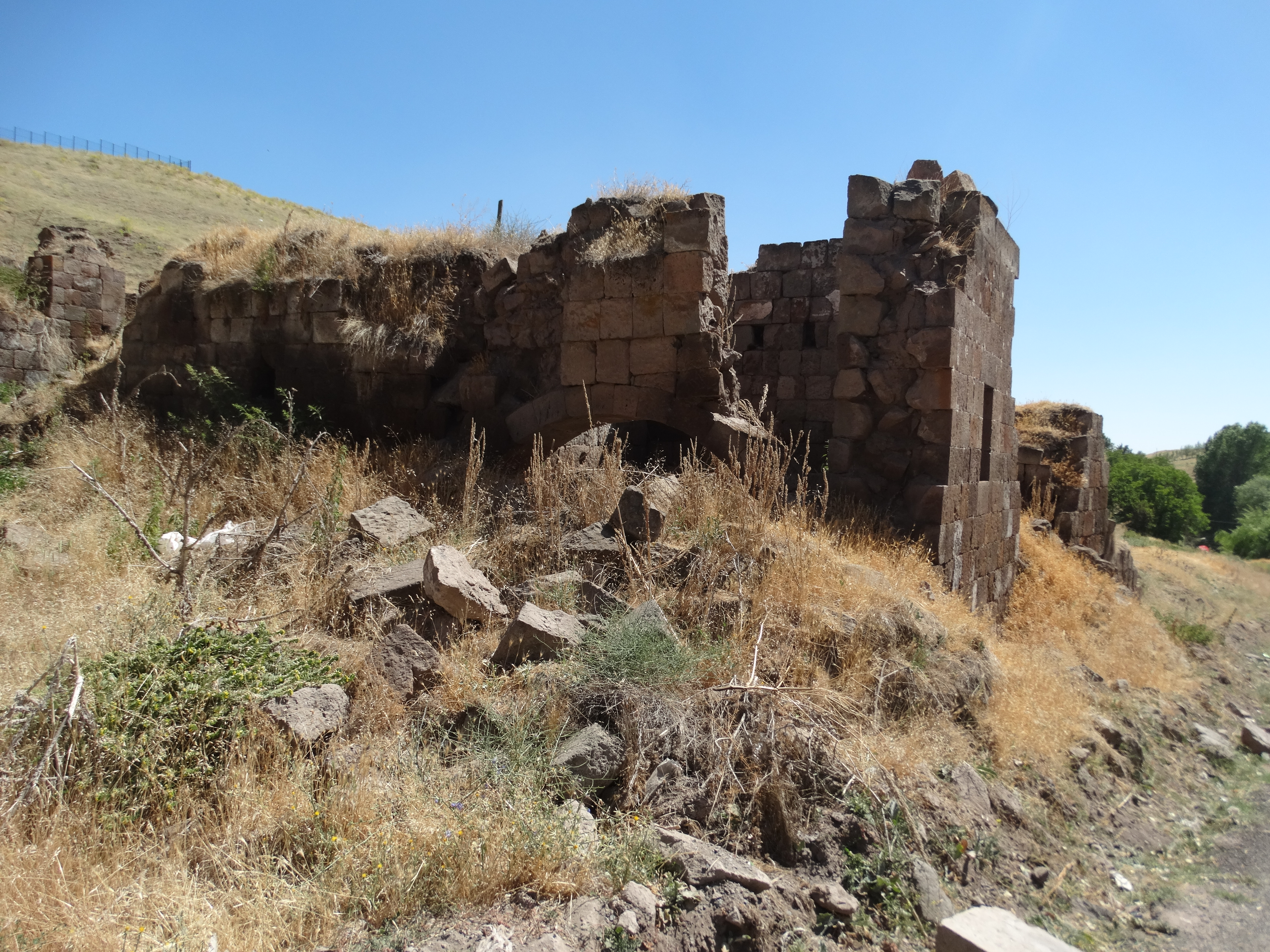
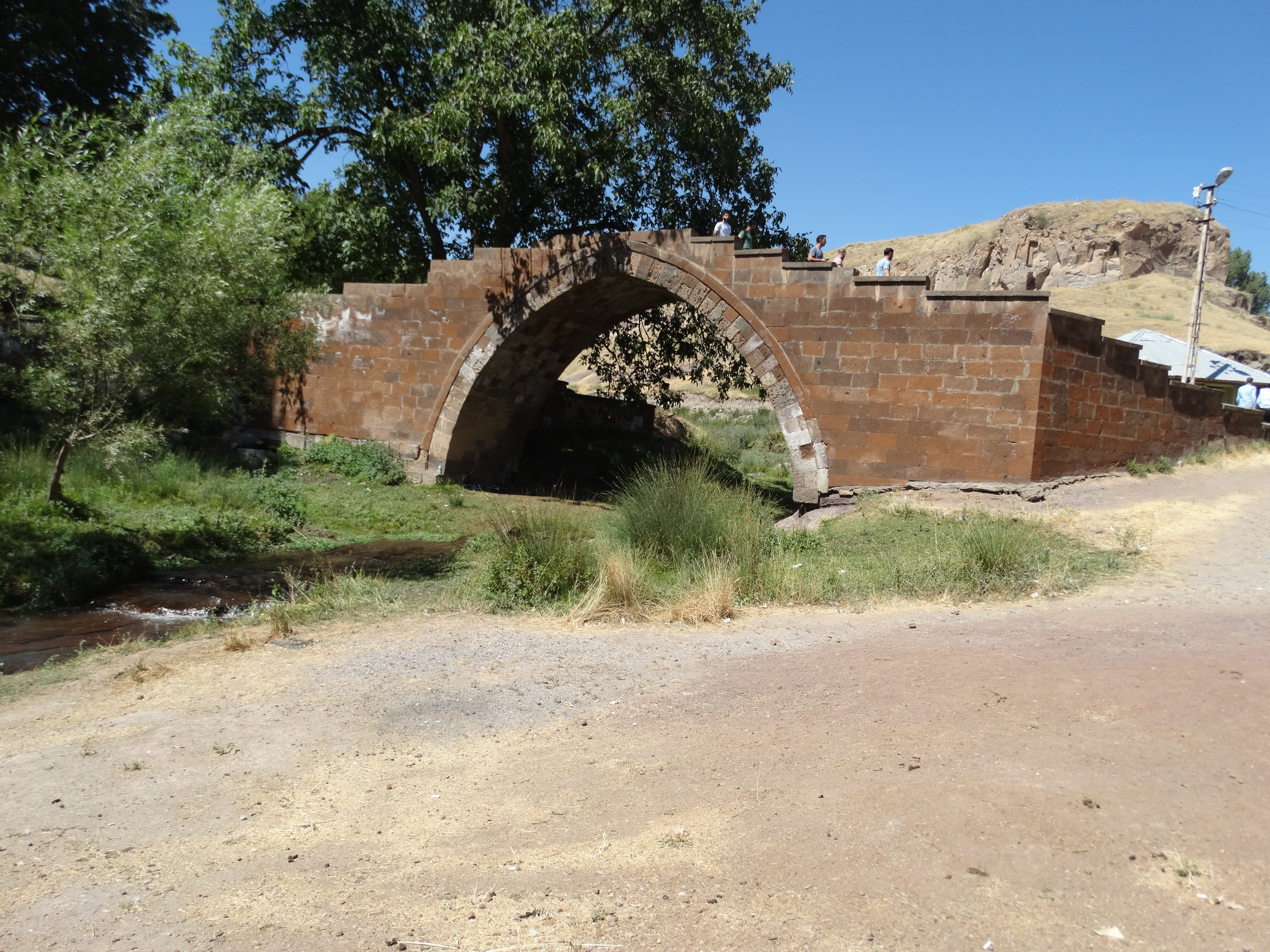
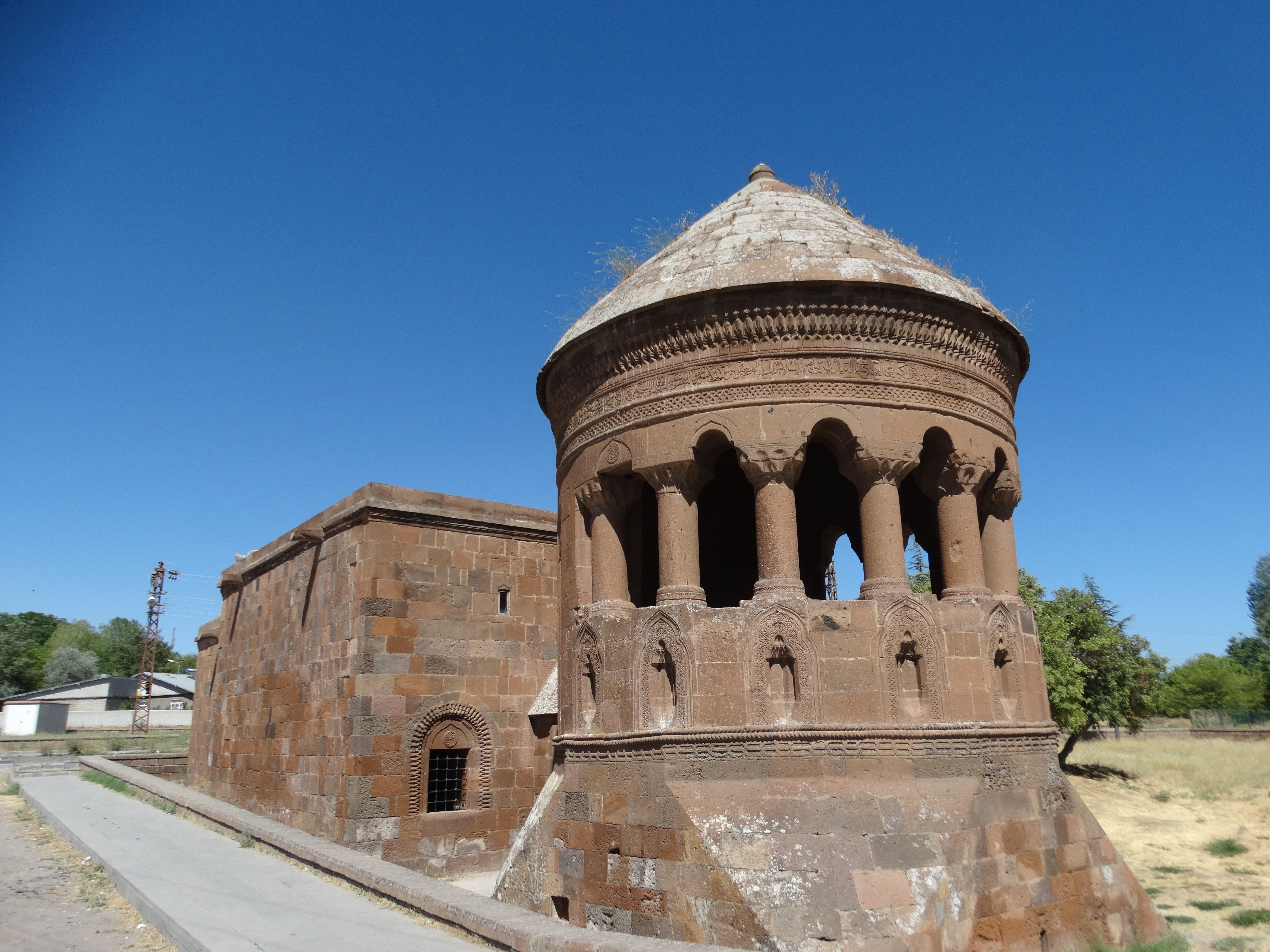
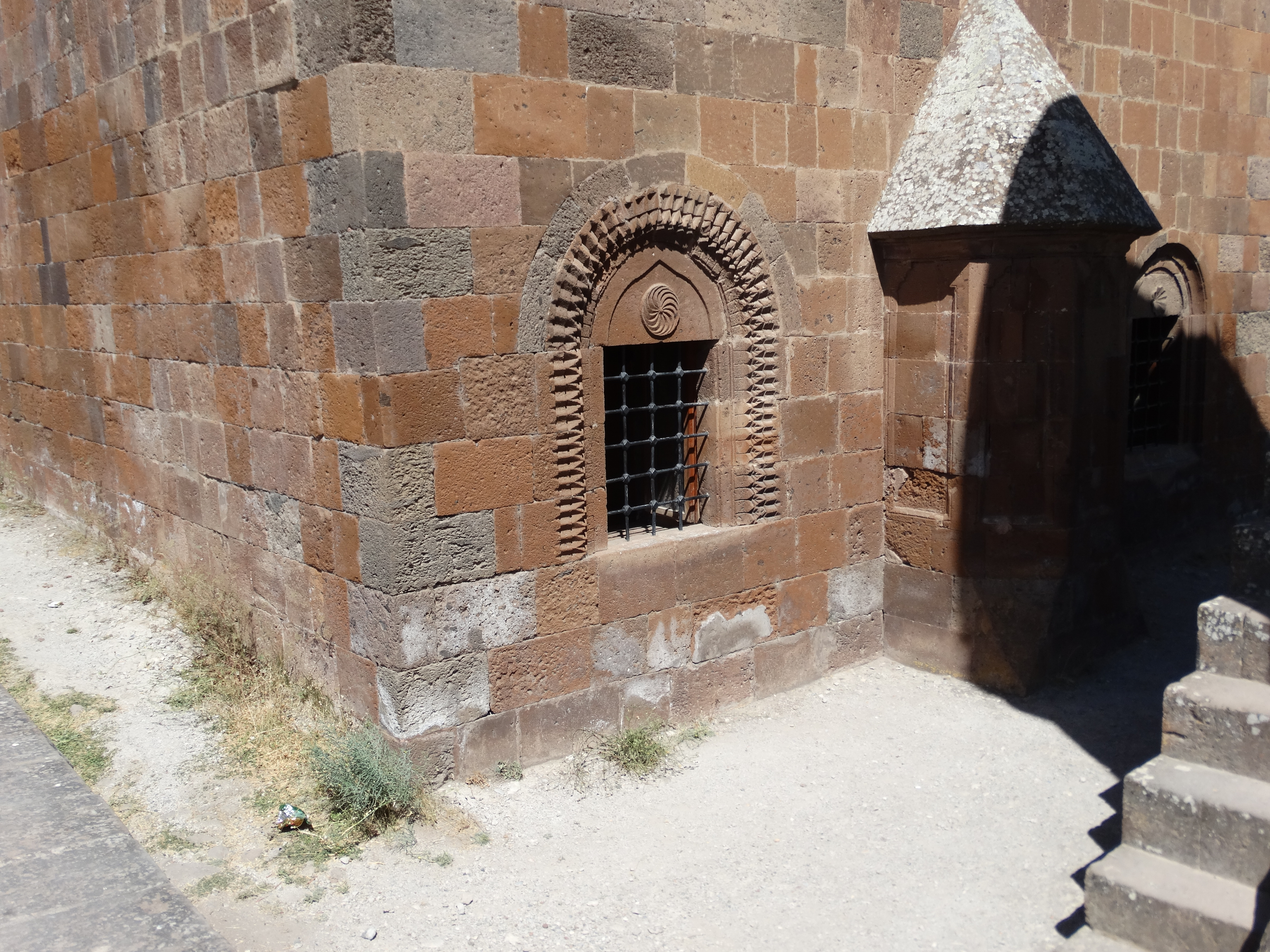
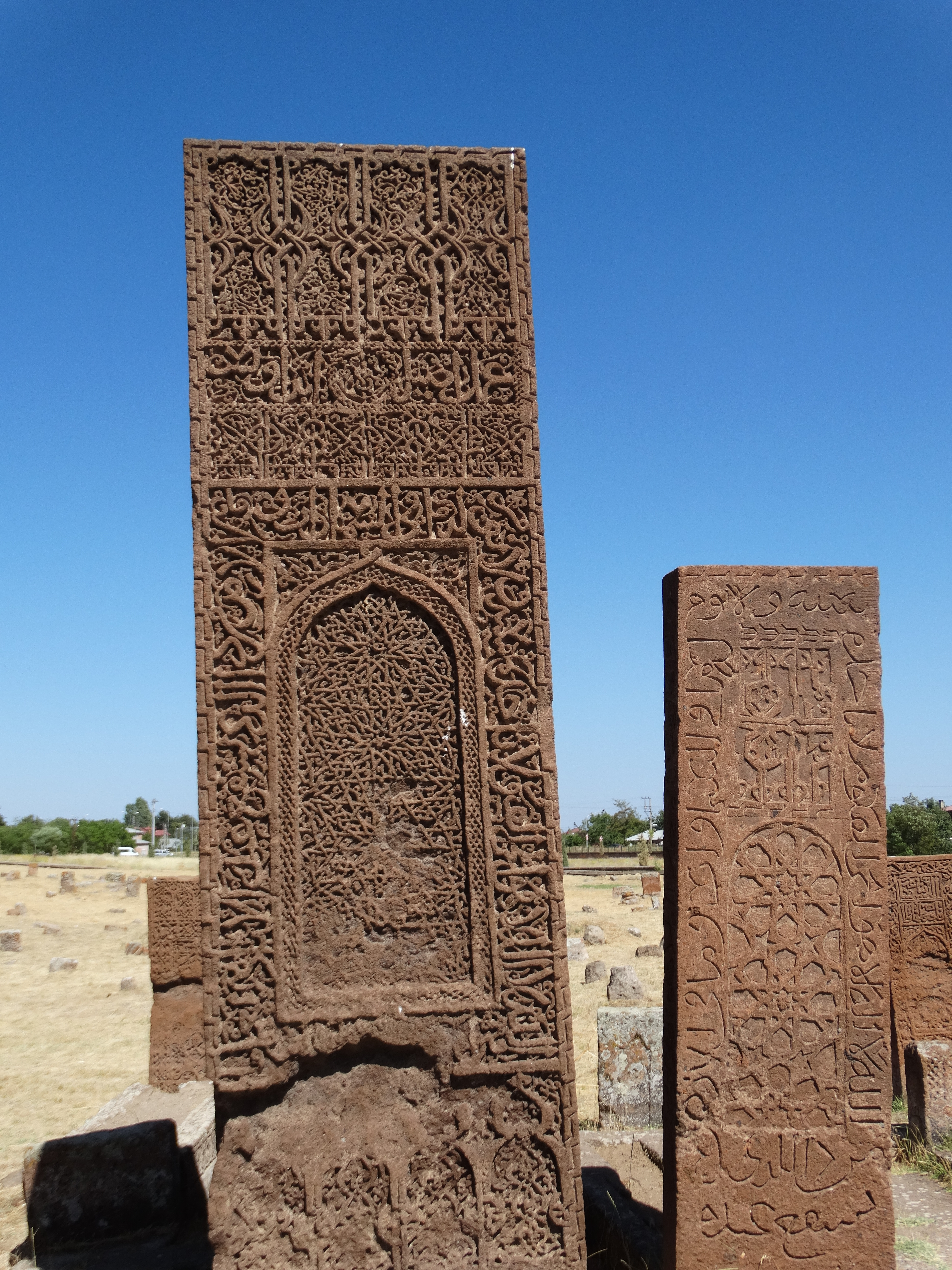
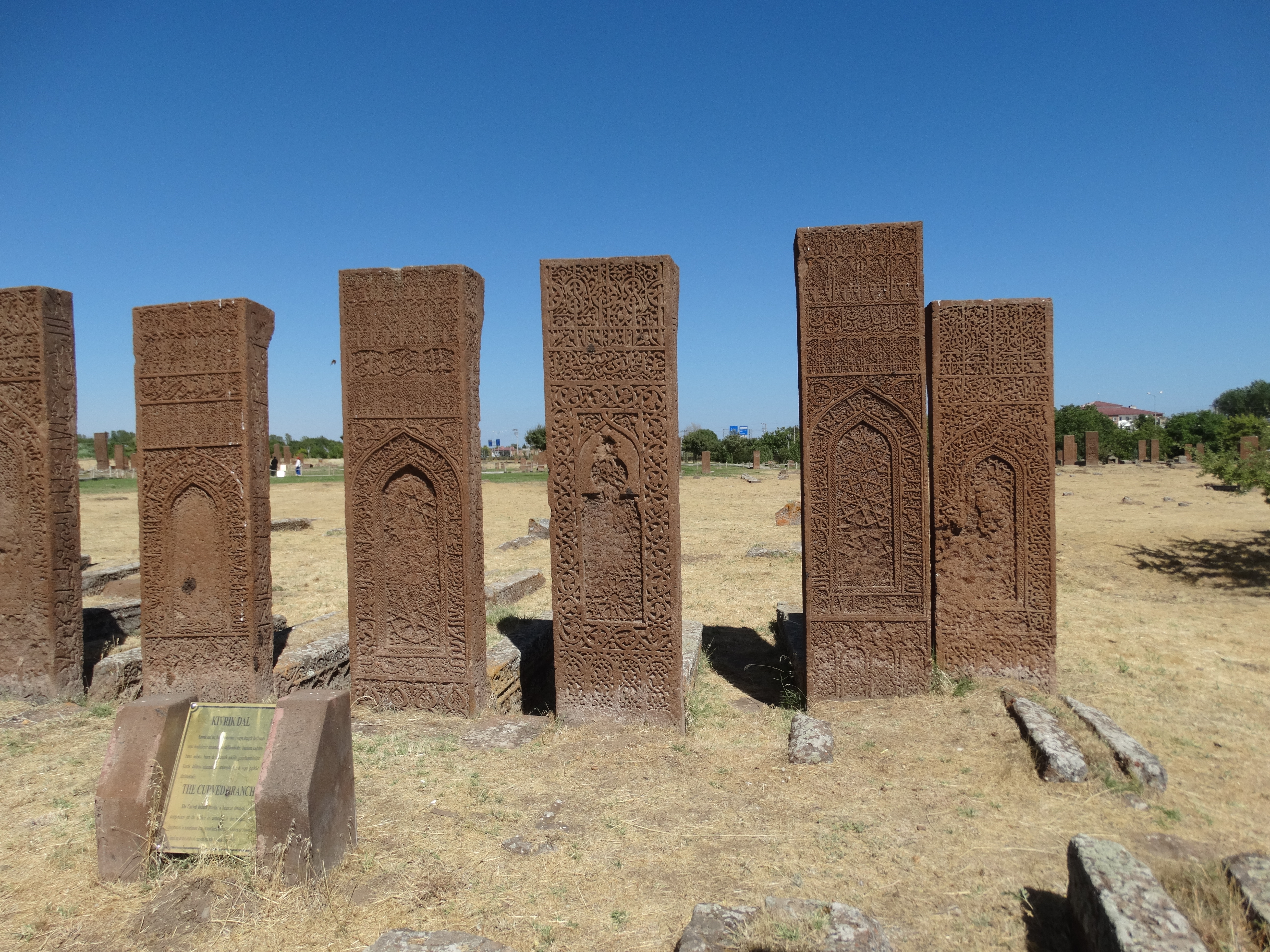
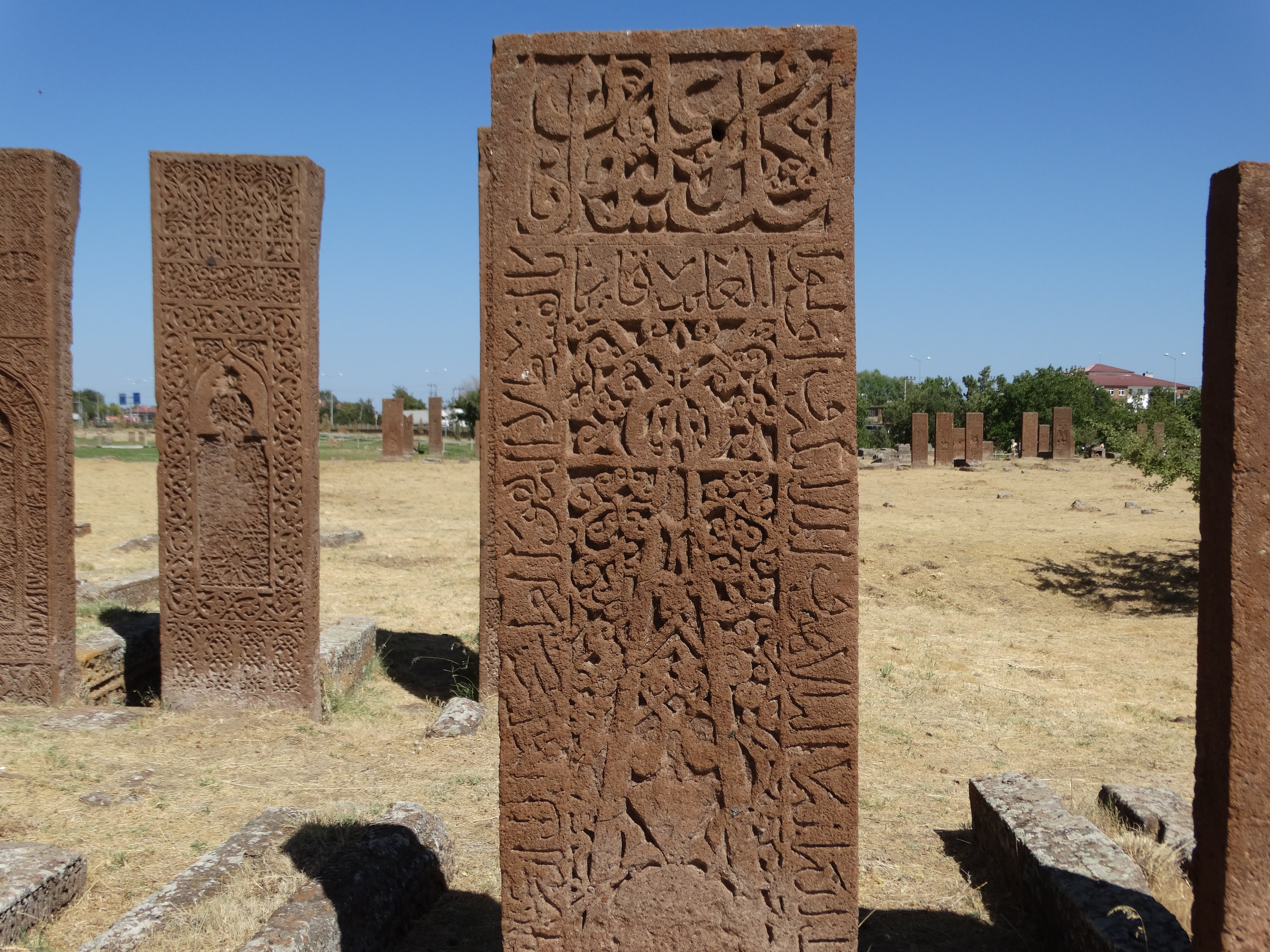